# Snowboard-Weltcup 2005/06
Der FIS Snowboard-Weltcup 2005/06 begann am 14. September 2005  im chilenischen Valle Nevado und endete am 19. März 2006 im japanischen Furano. Bei den Männern wurden 37 Wettbewerbe ausgetragen (7 Parallel-Riesenslaloms, 4 Parallel-Slaloms, 10 Snowboardcross, 11 Halfpipe und 5 Big Air). Bei den Frauen waren es 32 Wettbewerbe (7 Parallel-Riesenslaloms, 4 Parallel-Slaloms, 10 Snowboardcross und 11 Halfpipe).
Höhepunkt der Saison waren die Olympischen Winterspiele, die vom 10. bis 26. Februar 2006 in Turin stattfanden. Es wurden jeweils drei Wettbewerbe bei den Männern und Frauen ausgetragen.

## Podestplatzierungen Männer

### Parallel-Riesenslalom
| Datum      | Ort         | 1. Platz       | 2. Platz           | 3. Platz           |
| ---------- | ----------- | -------------- | ------------------ | ------------------ |
| 16.10.2005 | Sölden      | Heinz Inniger  | Gilles Jaquet      | Simon Schoch       |
| 17.12.2005 | Le Relais   | Philipp Schoch | Andreas Prommegger | Gilles Jaquet      |
| 18.12.2005 | Le Relais   | Simon Schoch   | Philipp Schoch     | Heinz Inniger      |
| 08.01.2006 | Kreischberg | Philipp Schoch | Mathieu Bozzetto   | Siegfried Grabner  |
| 15.01.2006 | Kronplatz   | Philipp Schoch | Simon Schoch       | Marc Iselin        |
| 09.03.2006 | Lake Placid | Philipp Schoch | Simon Schoch       | Andreas Prommegger |
| 19.03.2006 | Furano      | Daniel Biveson | Andreas Prommegger | Heinz Inniger      |

### Parallelslalom
| Datum      | Ort            | 1. Platz          | 2. Platz           | 3. Platz           |
| ---------- | -------------- | ----------------- | ------------------ | ------------------ |
| 07.10.2005 | Landgraaf      | Siegfried Grabner | Simon Schoch       | Adam Smith         |
| 22.01.2006 | Nendaz         | Simon Schoch      | Roland Haldi       | Nicolas Huet       |
| 01.03.2006 | Shukolovo      | Marc Iselin       | Mathieu Bozzetto   | Roland Fischnaller |
| 03.03.2006 | St. Petersburg | Simon Schoch      | Roland Fischnaller | Philipp Schoch     |

### Snowboardcross
| Datum      | Ort          | 1. Platz           | 2. Platz           | 3. Platz             |
| ---------- | ------------ | ------------------ | ------------------ | -------------------- |
| 17.09.2005 | Valle Nevado | Xavier de Le Rue   | Seth Wescott       | Sylvain Duclos       |
| 18.09.2005 | Valle Nevado | Lukas Grüner       | Xavier de Le Rue   | Guillaume Nantermod  |
| 22.10.2005 | Saas-Fee     | Nate Holland       | Xavier de Le Rue   | Damon Hayler         |
| 08.12.2005 | Whistler     | Alberto Schiavon   | Nate Holland       | Paul-Henri de Le Rue |
| 09.12.2005 | Whistler     | Jasey-Jay Anderson | Pierre Vaultier    | Seth Wescott         |
| 04.01.2006 | Bad Gastein  | Drew Neilson       | Shaun Palmer       | Xavier de Le Rue     |
| 05.01.2006 | Bad Gastein  | Mario Fuchs        | Drew Neilson       | Tom Velisek          |
| 14.01.2006 | Kronplatz    | Jason Smith        | Marco Huser        | Jayson Hale          |
| 12.03.2006 | Lake Placid  | Wettkampf abgesagt | Wettkampf abgesagt | Wettkampf abgesagt   |
| 17.03.2006 | Furano       | Michal Novotný     | Marco Huser        | Jasey-Jay Anderson   |

### Halfpipe
| Datum      | Ort          | 1. Platz           | 2. Platz                          | 3. Platz           |
| ---------- | ------------ | ------------------ | --------------------------------- | ------------------ |
| 14.09.2005 | Valle Nevado | Xaver Hoffmann     | [[Daniel Franck (Snowboarder)\|]] | Antti Autti        |
| 15.09.2005 | Valle Nevado | Antti Autti        | Mathieu Crepel                    | Miikka Hast        |
| 21.10.2005 | Saas-Fee     | Kazuhiro Kokubo    | Antti Autti                       | Vinzenz Lüps       |
| 10.12.2005 | Whistler     | Kazuhiro Kokubo    | Vinzenz Lüps                      | Brad Martin        |
| 11.12.2005 | Whistler     | Domu Narita        | Fumiyuki Murakami                 | Kory Wright        |
| 17.12.2005 | Le Relais    | Wettkampf abgesagt | Wettkampf abgesagt                | Wettkampf abgesagt |
| 09.01.2006 | Kreischberg  | Janne Korpi        | Mathieu Crepel                    | Markku Koski       |
| 19.01.2006 | Leysin       | Halvor Lunn        | Therry Brunner                    | Jan Michaelis      |
| 20.01.2006 | Leysin       | Jan Michaelis      | Halvor Lunn                       | Xaver Hoffmann     |
| 11.03.2006 | Lake Placid  | Tommy Czeschin     | Jan Michaelis                     | Takahiro Ishihara  |
| 18.03.2006 | Furano       | Crispin Lipscomb   | Takahiro Ishihara                 | Jan Michaelis      |

### Big Air
| Datum      | Ort            | 1. Platz       | 2. Platz       | 3. Platz            |
| ---------- | -------------- | -------------- | -------------- | ------------------- |
| 09.10.2005 | Rotterdam      | Risto Mattila  | Stefan Gimpl   | Janne Korpi         |
| 07.01.2006 | Klagenfurt     | Stefan Gimpl   | Ville Uotila   | Jaakko Ruha         |
| 28.01.2006 | Winterberg     | Matevž Petek   | Pekka Ruokanen | Christophe Reynders |
| 04.02.2006 | Mailand        | Matevž Petek   | Stefan Gimpl   | Ville Uotila        |
| 04.03.2006 | St. Petersburg | Sami Saarenpaa | Ville Uotila   | Matti Kinnunen      |

## Weltcupstände Männer
| Rang | Name               | Punkte |
| ---- | ------------------ | ------ |
| 1    | Simon Schoch       | 6900   |
| 2    | Philipp Schoch     | 6595   |
| 3    | Jasey-Jay Anderson | 5042   |
| 4    | Jan Michaelis      | 4560   |
| 5    | Heinz Inniger      | 4470   |

| Rang | Name               | Punkte |
| ---- | ------------------ | ------ |
| 1    | Simon Schoch       | 6900   |
| 2    | Philipp Schoch     | 6595   |
| 3    | Heinz Inniger      | 4470   |
| 4    | Andreas Prommegger | 4060   |
| 5    | Marc Iselin        | 3478   |

| Rang | Name               | Punkte |
| ---- | ------------------ | ------ |
| 1    | Jasey-Jay Anderson | 3950   |
| 2    | Drew Neilson       | 3606   |
| 3    | Xavier De Le Rue   | 3372   |
| 4    | Nate Holland       | 3230   |
| 5    | Marco Huser        | 2837   |

| Rang | Name            | Punkte |
| ---- | --------------- | ------ |
| 1    | Jan Michaelis   | 4560   |
| 2    | Xaver Hoffmann  | 3560   |
| 3    | Kazuhiro Kokubo | 2420   |
| 4    | Antti Autti     | 2400   |
| 5    | Brad Martin     | 2260   |

| Rang | Name            | Punkte |
| ---- | --------------- | ------ |
| 1    | Stefan Gimpl    | 3100   |
| 2    | Ville Uotila    | 2820   |
| 3    | Matevž Petek    | 2610   |
| 4    | Florian Mausser | 1690   |
| 5    | Jaakko Ruha     | 1440   |

## Podestplatzierungen Frauen

### Parallel-Riesenslalom
| Datum      | Ort         | 1. Platz         | 2. Platz         | 3. Platz         |
| ---------- | ----------- | ---------------- | ---------------- | ---------------- |
| 15.10.2005 | Sölden      | Isabelle Blanc   | Amelie Kober     | Daniela Meuli    |
| 17.12.2005 | Le Relais   | Ursula Bruhin    | Fränzi Kohli     | Daniela Meuli    |
| 18.12.2005 | Le Relais   | Daniela Meuli    | Heidi Krings     | Isabelle Blanc   |
| 08.01.2006 | Kreischberg | Daniela Meuli    | Rosey Fletcher   | Ursula Bruhin    |
| 15.01.2006 | Kronplatz   | Daniela Meuli    | Julie Pomagalski | Alexa Loo        |
| 09.03.2006 | Lake Placid | Julie Pomagalski | Daniela Meuli    | Stacia Hookom    |
| 19.03.2006 | Furano      | Daniela Meuli    | Julia Dujmovits  | Michelle Gorgone |

### Parallelslalom
| Datum      | Ort            | 1. Platz           | 2. Platz        | 3. Platz      |
| ---------- | -------------- | ------------------ | --------------- | ------------- |
| 07.10.2005 | Landgraaf      | Julie Pomagalski   | Isabelle Blanc  | Daniela Meuli |
| 22.01.2006 | Nendaz         | Jagna Marczułajtis | Daniela Meuli   | Sara Fischer  |
| 01.03.2006 | Shukolovo      | Daniela Meuli      | Fränzi Kohli    | Ursula Bruhin |
| 03.03.2006 | St. Petersburg | Doris Günther      | Carmen Ranigler | Daniela Meuli |

### Snowboardcross
| Datum      | Ort          | 1. Platz           | 2. Platz           | 3. Platz            |
| ---------- | ------------ | ------------------ | ------------------ | ------------------- |
| 17.09.2005 | Valle Nevado | Lindsey Jacobellis | Maëlle Ricker      | Marie Laissus       |
| 18.09.2005 | Valle Nevado | Deborah Anthonioz  | Maëlle Ricker      | Tanja Frieden       |
| 22.10.2005 | Saas-Fee     | Marie Laissus      | Doresia Krings     | Lindsey Jacobellis  |
| 08.12.2005 | Whistler     | Julie Pomagalski   | Karine Ruby        | Erin Simmons        |
| 09.12.2005 | Whistler     | Doresia Krings     | Olivia Nobs        | Erin Simmons        |
| 04.01.2006 | Bad Gastein  | Dominique Maltais  | Olivia Nobs        | Manuela Riegler     |
| 05.01.2006 | Bad Gastein  | Mellie Francon     | Dominique Maltais  | Maëlle Ricker       |
| 14.01.2006 | Kronplatz    | Sandra Frei        | Karine Ruby        | Aleksandra Schekowa |
| 12.03.2006 | Lake Placid  | Wettkampf abgesagt | Wettkampf abgesagt | Wettkampf abgesagt  |
| 17.03.2006 | Furano       | Dominique Maltais  | Lindsey Jacobellis | Sandra Frei         |

### Halfpipe
| Datum      | Ort          | 1. Platz           | 2. Platz           | 3. Platz           |
| ---------- | ------------ | ------------------ | ------------------ | ------------------ |
| 14.09.2005 | Valle Nevado | Hannah Teter       | Doriane Vidal      | Holly Crawford     |
| 15.09.2005 | Valle Nevado | Hannah Teter       | Doriane Vidal      | Mercedes Nicoll    |
| 21.10.2005 | Saas-Fee     | Melo Imai          | Lindsey Jacobellis | Doriane Vidal      |
| 10.12.2005 | Whistler     | Shiho Nakashima    | Naho Mizuki        | Yayyoi Tamura      |
| 11.12.2005 | Whistler     | Soko Yamaoka       | Paulina Ligocka    | Chikako Fushimi    |
| 17.12.2005 | Le Relais    | Wettkampf abgesagt | Wettkampf abgesagt | Wettkampf abgesagt |
| 09.01.2006 | Kreischberg  | Manuela Pesko      | Doriane Vidal      | Shiho Nakashima    |
| 19.01.2006 | Leysin       | Manuela Pesko      | Juliane Bray       | Sophie Rodriguez   |
| 20.01.2006 | Leysin       | Paulina Ligocka    | Manuela Pesko      | Sophie Rodriguez   |
| 11.03.2006 | Lake Placid  | Gretchen Bleiler   | Manuela Pesko      | Paulina Ligocka    |
| 18.03.2006 | Furano       | Manuela Pesko      | Soko Yamaoka       | Shiho Nakashima    |

## Weltcupstände Frauen
| Rang | Name             | Punkte |
| ---- | ---------------- | ------ |
| 1    | Daniel Meuli     | 8400   |
| 2    | Julie Pomagalski | 8030   |
| 3    | Manuela Pesko    | 6475   |
| 4    | Doresia Krings   | 5980   |
| 5    | Maëlle Ricker    | 5150   |

| Rang | Name             | Punkte |
| ---- | ---------------- | ------ |
| 1    | Daniel Meuli     | 8400   |
| 2    | Julie Pomagalski | 5130   |
| 3    | Ursula Bruhin    | 4790   |
| 4    | Fränzi Kohli     | 3910   |
| 5    | Doris Günther    | 3600   |

| Rang | Name              | Punkte |
| ---- | ----------------- | ------ |
| 1    | Dominique Maltais | 4690   |
| 2    | Maëlle Ricker     | 4010   |
| 3    | Doresia Krings    | 3710   |
| 4    | Olivia Nobs       | 3360   |
| 5    | Mellie Francon    | 3040   |

| Rang | Name             | Punkte |
| ---- | ---------------- | ------ |
| 1    | Manuela Pesko    | 6360   |
| 2    | Paulina Ligocka  | 3640   |
| 3    | Sophie Rodriguez | 3560   |
| 4    | Shiho Nakashima  | 3080   |
| 5    | Doriane Vidal    | 3000   |